# Ryssbält

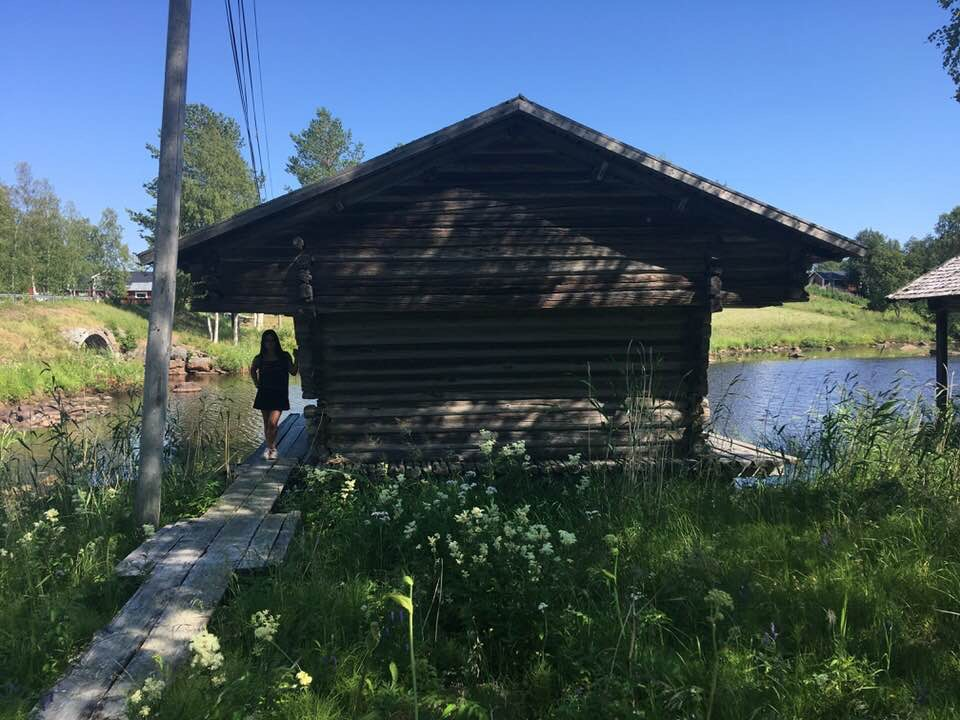
Sjöbodarna i Ryssbält, juli 2018.

Ryssbält är en tidigare småort i Kalix kommun. 2015 ändrade SCB sin definition av småorter, varvid Ryssbält visade sig inte längre uppfylla kraven för att kvarstå som småort.
Namnet kommer dock troligen från de finska orden rieska (kornbröd) och pelto (åker) som tillsammans betyder kornåker. 

## Historia
Ryssbält återfinns på en karta från år 1648. År 1876 fick byn sin första egna skola. År 1884-88 fanns det 7 hemman och 3 soldattorp i byn. År 1911 blev vägen mellan Ryssbält och Kalix klar vilket förbättrade kommunikationen avsevärt. Mellan åren 1910-20 kom telefonen till Ryssbält. Under 1940-talet kom den första busslinjen till byn. 

## Samhället
Byn har tre sandstränder och Avasundet är den största. Byn har ett sommarstugeområde som kallas för Guldkusten. Byn har även två hamnar, Fotholmen och Bindholmsskatan. Den största sevärdheten i byn är de två sjöbodar som står vid sjön mitt i byn. De är byggda år 1750 respektive under 1800-talets början.  

## Religion
Nyåret 1954 invigdes ett kapell i byn, som tidigare var Kalix sjukstuga inne i centrum och som inte längre var i bruk sedan verksamheten flyttats till Kalix sjukhus år 1923.

## Personer från orten
Programledaren och journalisten K-G Bergström kommer ifrån orten.